# Alfeizerão
Alfeizerão es una freguesia portuguesa del concelho de Alcobaza, con 27,81 km² de área y 3849 habitantes (2001). Densidad de población: 138,4 hab/km².